# Отдел „За работа с масовите организации и турското население“ при ЦК на БКП (1966 – 1968)
Отделът „За работа с масовите организации и турското население“ при ЦК на БКП е създаден с решение на Политбюро от 22 март 1966 г.
С протокол на Политбюро № 453 от 24 декември 1968 г. се обединяват отделите „Организационен“ и „За работа с масовите организации и турското население“. Обединяват се и отделите „Пропаганда и агитация“ и „Култура и изкуство“. Към тези отдели са прехвърля и част от дейността на дотогавашния отдел „За работа с масовите организации и турското население“.